# Spettrogramma
Lo spettrogramma, nell'ambito dell'analisi audio e della fonetica acustica, è la rappresentazione grafica - fornita da uno spettrografo - dell'intensità di un suono in funzione del tempo e della frequenza o, in altre parole, è la rappresentazione grafica della funzione reale i delle variabili reali t ed f: i(t,f).

## Descrizione
Uno spettrogramma si ottiene, di solito, suddividendo l'intervallo di tempo totale (cioè quello relativo all'intera forma d'onda da analizzare) in sottointervalli uguali (detti finestre temporali) di durata da 5 a 10 ms (per gli spettrogrammi riportati nelle figure sono state usate finestre di circa 9,7 ms) e calcolando la trasformata di Fourier della parte di forma d'onda contenuta in ciascuna finestra (solitamente si usa la trasformata veloce di Fourier, o FFT), che fornisce l'intensità del suono in funzione della frequenza. Le trasformate di Fourier, relative alle diverse finestre temporali, vengono poi assemblate a formare lo spettrogramma.
Dal punto di vista visivo, si configura come una heat map (o mappa di calore).

### Uso nella musica
L'uso degli spettrogrammi è fondamentale per una corrente della musica elettronica: la Musica spettrale.
Alcuni artisti, inoltre, si sono cimentati nella produzione di composizioni i cui spettrogrammi formano particolari immagini o composizioni visuali: è il caso dell'album Windowlicker di Aphex Twin del 1999.

## Formati degli spettrogrammi
Benché sia evidentemente possibile rappresentare la funzione i(t,f) come una superficie (su un diagramma cartesiano con assi t, f ed i), di solito per gli spettrogrammi si usa un'altra rappresentazione grafica, nella quale:
- sull'asse delle ascisse è riportato il tempo in scala lineare:
- sull'asse delle ordinate è riportata la frequenza in scala lineare o logaritmica (molto utile soprattutto negli spettrogrammi che rappresentano suoni musicali di vario tipo, poiché a ogni ottava raddoppia la frequenza: ad esempio il la2 è a 220 Hz, mentre il la3 è a 440 Hz e il la4 a 880 Hz e così via);
- a ciascun punto di data ascissa e data ordinata è assegnata una tonalità di grigio, o un colore, rappresentante l'intensità del suono in un dato istante di tempo e a una data frequenza; la relazione fra l'intensità del suono e la scala di grigi o di colori può essere lineare o logaritmica (il Decibel è un'unità di misura di tipo logaritmico).

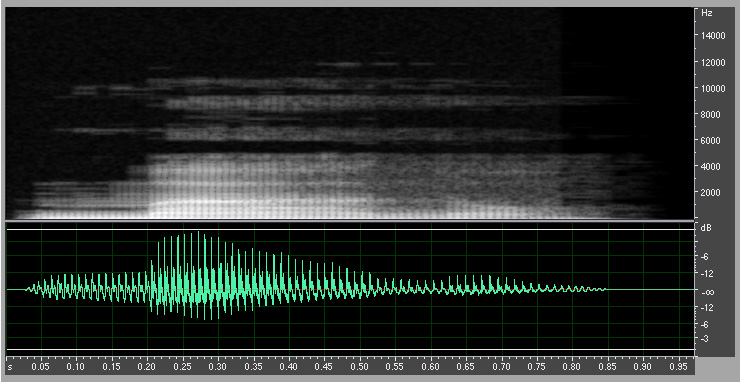
Figura 2 - Spettrogramma in scala dei grigi della parola "mano" pronunciata da un madrelingua italiano e relativa forma d'onda

### Esempi: suoni semplici

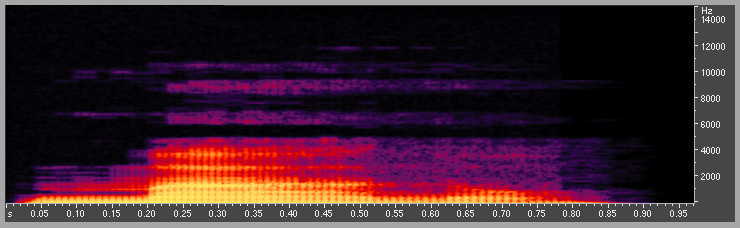
Figura 1 - Spettrogramma a colori della parola "mano" pronunciata da un madrelingua italiano

Lo spettrogramma della figura 1, che rappresenta la parola italiana "mano" pronunciata da una voce maschile, ha questo formato "a colori": in particolare i colori vanno dal blu scuro, per le basse intensità, al giallo, per le alte intensità.
Lo spettrogramma della stessa parola "mano", stavolta però nel formato "in scala di grigi", è riportato nella figura 2: in particolare maggiore è l'intensità del suono, più chiara è la tonalità di grigio. In questa figura, sotto lo spettrogramma è riportata anche la "forma d'onda" della parola "mano". Questa doppia rappresentazione, di uso frequente, permette un rapido confronto fra la forma d'onda e le sue componenti spettrali.
Uno dei campi di applicazione più importanti degli spettrogrammi è l'analisi della voce umana.

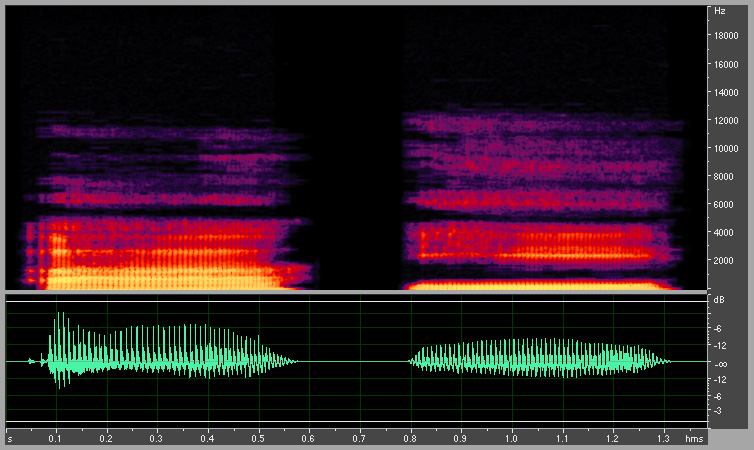
Figura 3 - Spettrogrammi dei suoni vocalici "a" ed "i" pronunciati da un madrelingua italiano e relative forme d'onda

Come esempio si consideri la figura 3, in cui compaiono le forme d'onda e gli spettrogrammi dei suoni vocalici "a" ed "i" pronunciati da soli, cioè non all'interno di una parola o frase.

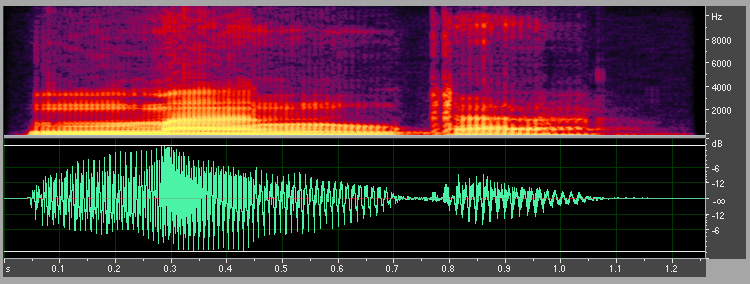
Figura 4 - Spettrogramma della parola "manta" pronunciata da un madrelingua spagnolo e relativa forma d'onda

Si può facilmente notare non solo quanto gli spettrogrammi dei due suoni vocalici siano diversi fra loro, ma anche quanto lo spettrogramma della "a" sia simile a una parte dello spettrogramma della parola "mano" riportato in figura 1: in effetti la parola "mano" contiene il suono vocalico "a".
Se poi si considera la figura 4, in cui compare la forma d'onda e lo spettrogramma della parola spagnola "manta" pronunciata da un madrelingua spagnolo, anche qui si può notare quanto l'inizio "ma" della parola "manta" sia simile all'inizio "ma" della parola "mano" della figura 1, che pure è pronunciata da un madrelingua italiano.
Più in generale, mentre non è possibile, a partire dalla forma d'onda di una parola, individuarne i foni (cioè i suoni di base che la costituiscono), l'operazione è invece possibile con uno spettrogramma, tant'è vero che, con un po' di esperienza, si può essere in grado di decifrarlo, cioè di risalire dallo spettrogramma alla parola che esso rappresenta.

### Esempi: canzoni
Gli spettrogrammi sono molto utili anche per studiare la melodia e l'arrangiamento delle canzoni.
In ogni canzone tipica di tipo popolare lo spettrogramma tenderà a mettere in mostra le percussioni (e in particolare la grancassa, che è capace di generare un suono basso ampio un'intera ottava e di solito molto ben visibile a livello di intensità; particolarmente utile per definire il tempo del brano), alcune tastiere usate solitamente per le melodie principali e la voce umana.

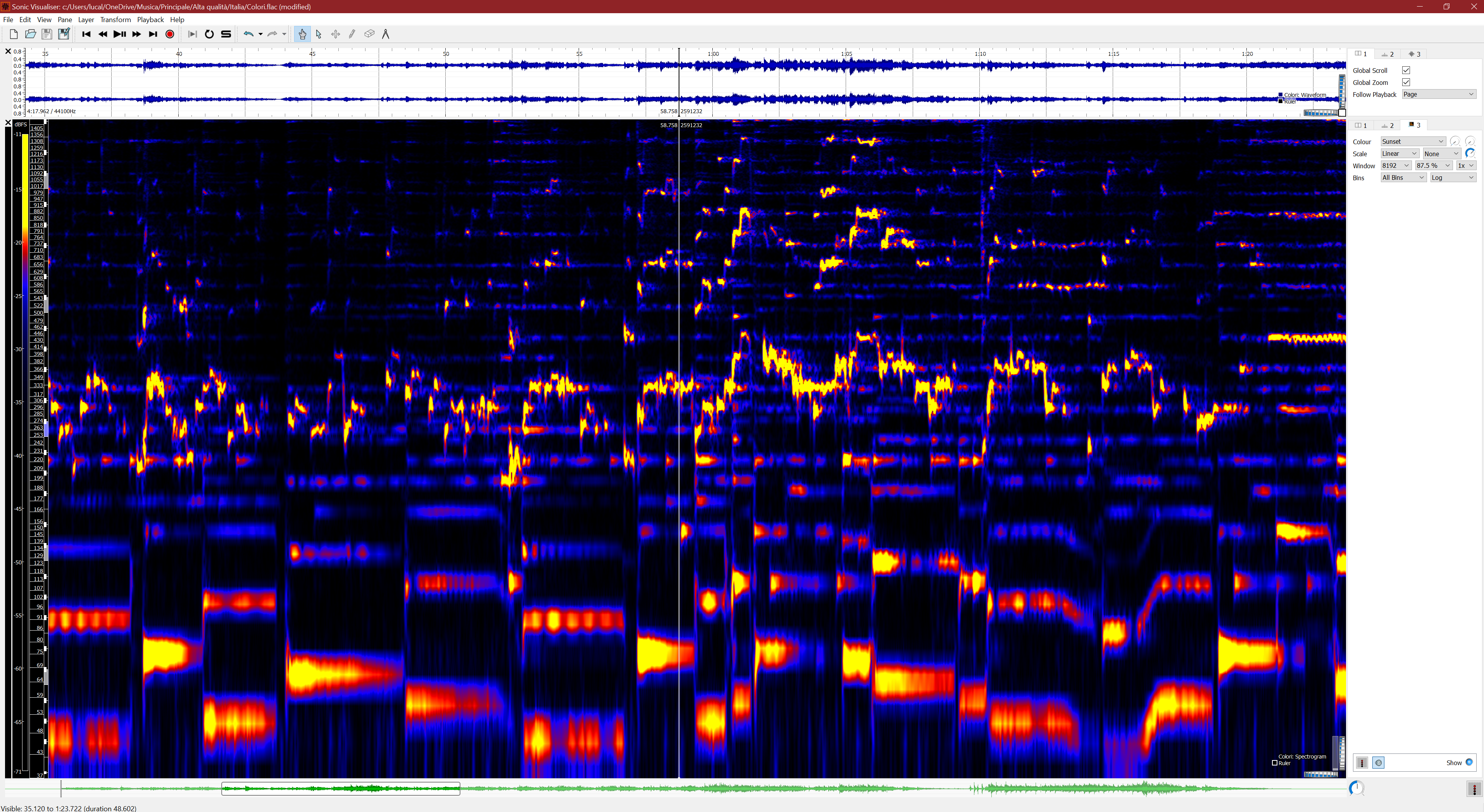
Figura 5 - Introduzione della canzone "Colori" di Roberta Voltolini, tratta dall'omonimo album. Si notano particolarmente le note di basso e del sassofono, oltre alla voce dell'artista stessa. [Sonic Visualizer

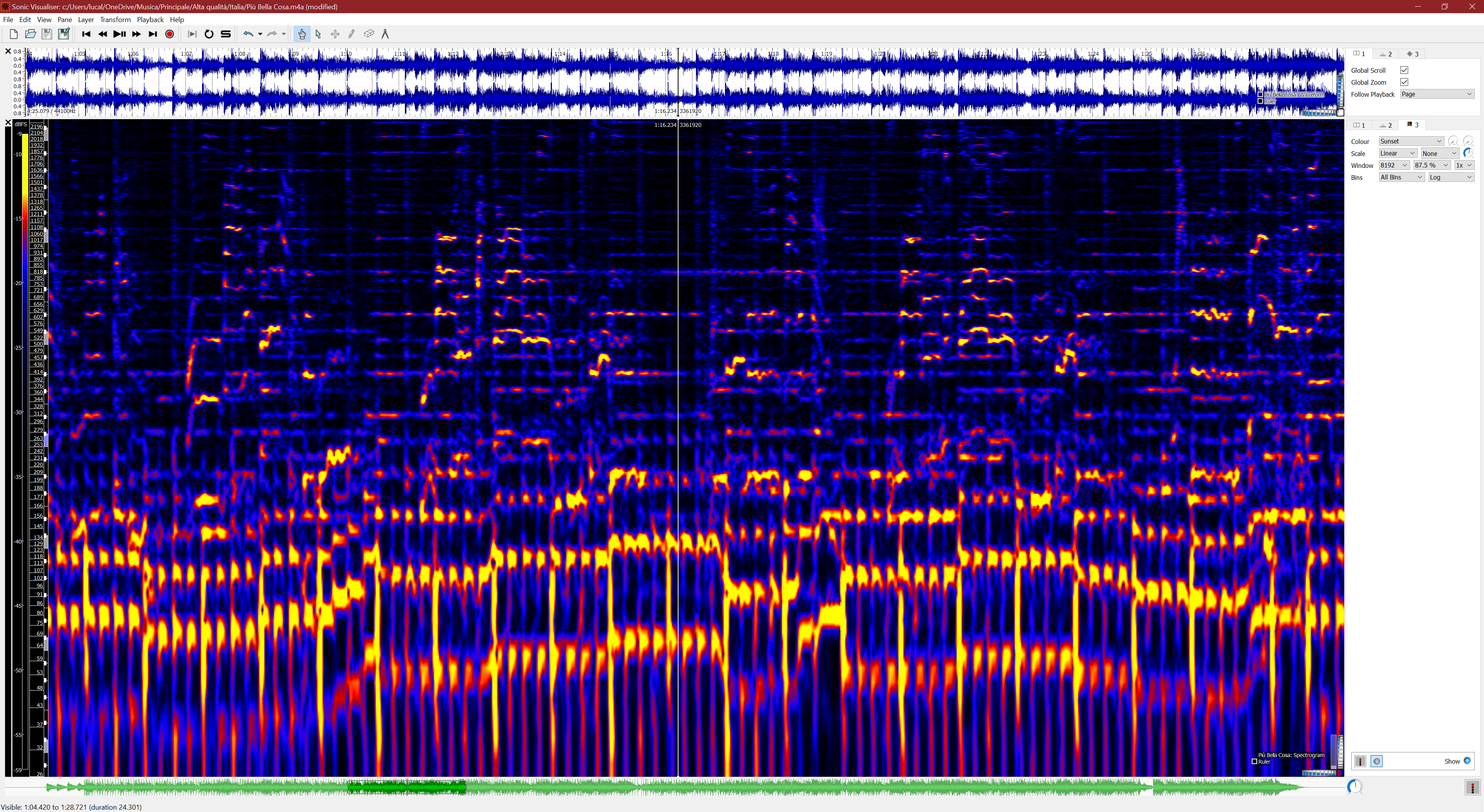
Figura 6 - Strofa e parte del ritornello della canzone "Più bella cosa" di Eros Ramazzotti. Si notano chiaramente le note di basso ripetute e le percussioni, più in basso, e la voce dell'artista, più in alto. [Sonic Visualizer

Qui sono riportati due esempi di spettrogrammi di canzoni pop: nella figura 5 viene illustrata un'introduzione di una canzone pop.
Nella figura 6 viene illustrata, invece, il normale andamento di una strofa e del ritornello di una canzone pop dal ritmo andante.

## Software per l'analisi spettrografica
Per l'analisi audio tramite spettrogrammi esistono diversi programmi software, molti dei quali liberi e open-source, sviluppati dai reparti di ricerca di importanti università:
- Sonic Visualizer (Università di Londra Queen Mary)
- Praat (Università di Amsterdam)[6]
- MATLAB (con specifiche librerie plugin)[7][8]